# Minuma-ku
Minuma (見沼区, Minuma-ku) est un arrondissement de la ville de Saitama, située dans la préfecture de Saitama, au Japon.

## Géographie

### Situation
Minuma-ku est situé dans le nord-est de la ville de Saitama, dans la préfecture de Saitama, au Japon.

### Démographie
Au 1er avril 2017, la population de Minuma-ku comptait 161 904 habitants (12,6 % de la population de la ville de Saitama) répartis sur une superficie de 30,69 km2.

## Histoire
L'arrondissement a été créé en 2003 lorsque Saitama est devenue une ville désignée par ordonnance gouvernementale. Avant 2001, le territoire occupé par Minami-ku faisait partie de l'ancienne ville d'Ōmiya.

## Transports
L'arrondissement est desservi par la Ligne Utsunomiya de la JR East et la ligne Urban Park de la compagnie Tōbu.